# Lake Bonneville

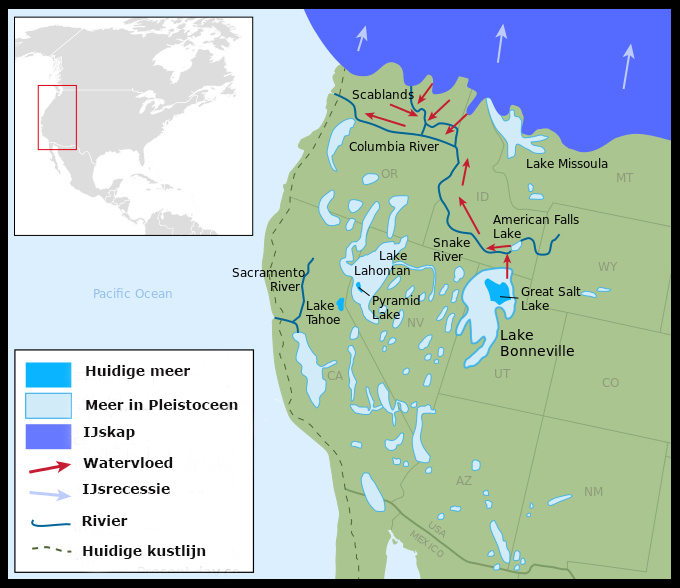
Lake Bonneville tijdens het Pleistoceen

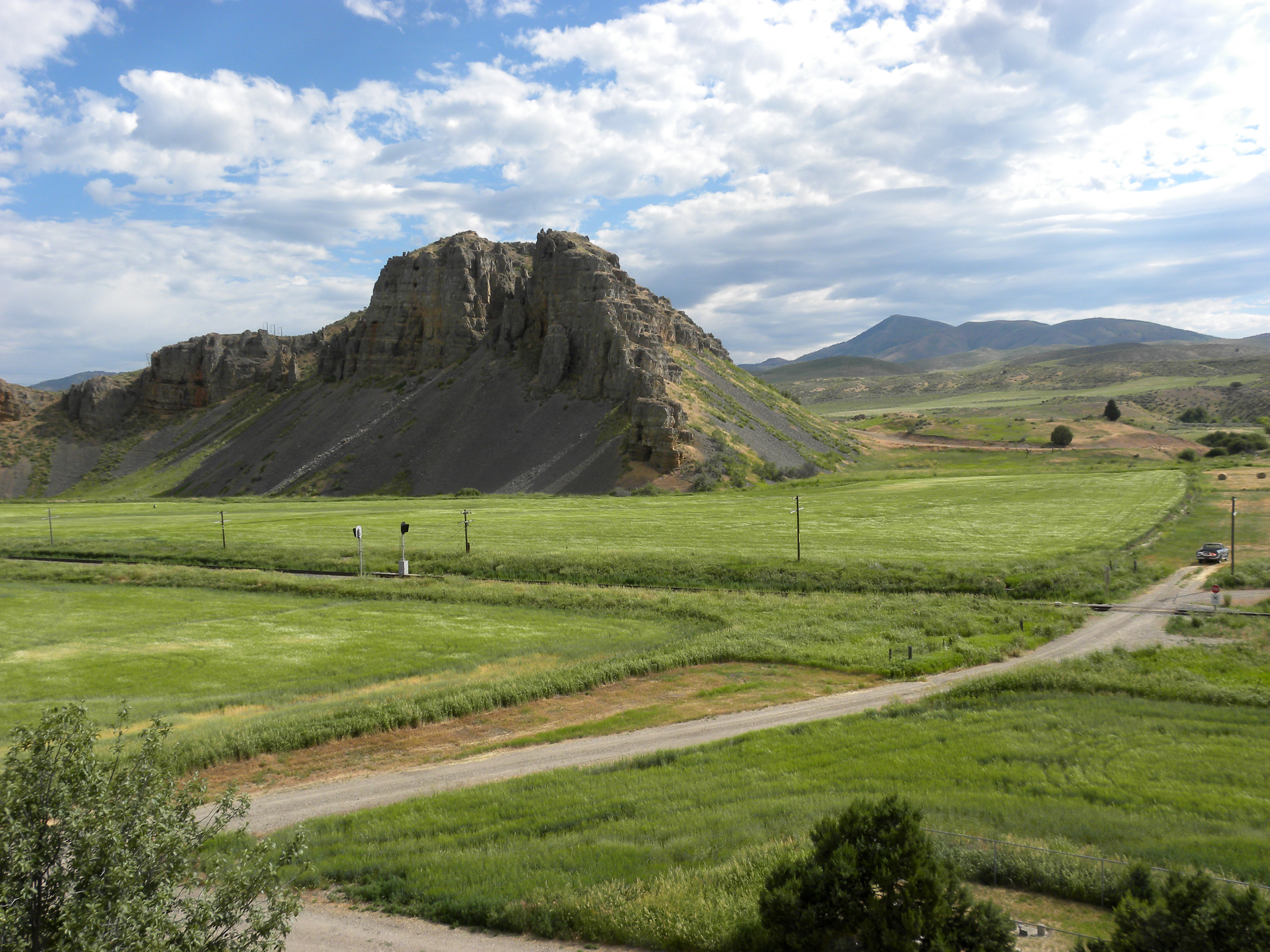
Red Rock Pass, de plaats waar de Bonneville Flood ontstond

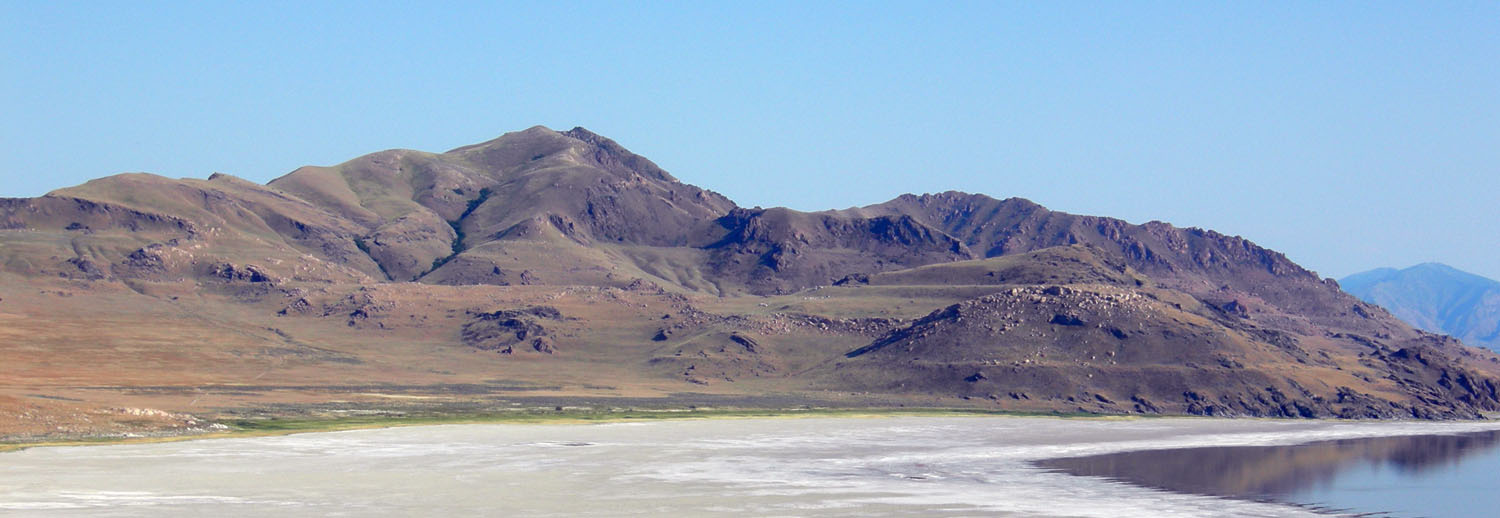
Antelope Island - de horizontale banken zijn de oevers bij verschillende waterstanden van Lake Bonneville

Lake Bonneville (Nederlands: Bonnevillemeer) was een prehistorisch meer dat een groot deel van Noord-Amerika's Grote Bekken bedekte. Het situeerde zich voor het grootste deel in het hedendaagse Utah, alhoewel delen zich uitstrekten tot in Idaho en Nevada.
Lake Bonneville werd ongeveer 32 000 jaar geleden gevormd en het bestond tot ongeveer 14 500 jaar geleden toen een groot gedeelte van zijn inhoud wegvloeide via de Red Rock Pass in Idaho. Na deze Bonneville Flood (Nederlands: Bonnevillevloed) zoals men het lokaal noemt, trok het meer zich terug tot wat men het Provoniveau noemt. Veel van de unieke geologische karakteristieken van het Grote Bekken zijn een gevolg van het bestaan van Lake Bonneville.
Met een diepte van 300 m en meer dan 51 000 km² groot was dit meer bijna even groot als Lake Michigan en veel dieper. Door een klimaatsverandering begon het uit te drogen en ontstonden aparte meren: Great Salt Lake, Utah Lake, Sevier Lake, Rush Lake en Little Salt Lake.
Lake Bonneville kreeg zijn naam van geoloog Grove Karl Gilbert en noemde het naar Benjamin Bonneville (1796–1878), een in Frankrijk geboren officier van het United States Army, die ook in bont handelde en ontdekkingsreiziger in het Amerikaanse westen.

## Geologische geschiedenis
Zoals voor de meeste, mogelijk zelfs voor alle meren die tijdens de ijstijden in het noordwesten van Amerika zijn ontstaan, was Lake Bonneville het resultaat van een combinatie van lagere temperaturen, verminderde evaporatie en hogere neerslag. Deze factoren overheersten in de regio, waarschijnlijk als gevolg van de straalstroom die dan een zuidelijker traject volgde. Het meer mag ook niet worden beschouwd als een eenmalige entiteit; er zijn geologische bewijzen dat het 28 maal verdampte en opnieuw ontstond tijdens de voorbije drie miljoen jaar.
Verscheidene niveaus van de vroegere oevers van het meer zijn zichtbaar in de bergen rondom Salt Lake City. Ze zijn zichtbaar als platformen, duidelijk zichtbaar boven de valleibodem. Er zijn er vier duidelijk te koppelen aan de variërende dieptes van het meer. Stansbury, Bonneville, Provo en Gilbert zijn namen die men gaf aan de kustlijnen en die het niveau markeren waarop het meer gedurende langere tijd een constante diepte had om voldoende zand en grind aan zijn oever af te zetten.
De Bonneville Bench (Nederlands: Bonnevillebank), op een hoogte van 1 555 m, is een deel van de bewaarde kustlijn tijdens een ijstijd. Toen bevatte Lake Bonneville tijdens het Pleistoceen, zo een 15 500 jaar geleden, het meeste water en bereikte zijn grootste oppervlakte (52 000 km²) en was het op bepaalde plaatsen meer dan 300 m diep.

### Bonneville Flood
Ongeveer 14 500 jaar geleden zakte het niveau van het meer op een catastrofale wijze toen de natuurlijke dam bij Red Rock Pass, die door overlappende puinwaaiers was gevormd, werd weggespoeld. Het niveau zakte met 105 m tot wat nu het tweede hoogste niveau is (Provo), in een vloed die volgens geologen een jaar lang duurde. Schattingen stellen dat tijdens de eerste weken 4 200 km³ water wegvloeide via de Snake. Het Provoniveau is het gemakkelijkst te onderscheiden in het landschap omdat grote hoeveelheden kalktuf aan de oever werden afgezet tijdens de 500 jaar dat de waterspiegel op dit niveau bleef.
Ongeveer 14 000 jaar geleden daalde het waterniveau opnieuw, ditmaal omwille van het veranderde klimaat en 12 000 jaar geleden bevatte het meer zelfs minder water dan het hedendaagse Great Salt Lake. Een lichte transgressie of stijging van het niveau gebeurde tussen 10 900 en 10 300 jaar geleden en vormde toen wat men nu de Gilbertkustlijn noemt. Deze laatste is het moeilijkst te onderscheiden maar bewijs van haar bestaan vindt men op Antelope Island.

## Lake Bonneville en endemische soorten
Naast de geologische sporen die Lake Bonneville achterliet is er nog een nalatenschap van verwante vissoorten die het meer verspreidde in nu-geïsoleerde waters. De term Bonneville drainge wordt vaak gebruikt om te verwijzen naar de verzameling van afgesloten meren en rivieren gezien de drainage relatief recent gebeurde en de meeste vissoorten geen tijd kregen om de evolueren naar specifieke soorten. In Bear Lake (Idaho-Utah), ten oosten van Great Salt Lake komen wel een beperkt aantal soorten voor die nergens anders ter wereld te vinden zijn. Alhoewel het gebied dat Bear Lake nu beslaat niet was ingenomen door Lake Bonneville was er wel verbinding via rivieren.